# Pag
Pag este un oraș în cantonul Zadar, Croația, având o populație de 3.846 de locuitori (2011).

## Demografie
Componența etnică a orașului Pag
     Croați (94,38%)
     Bosniaci (1,56%)
     Albanezi (1,35%)
     Necunoscut (0,26%)
     Neclasificat (2,05%)
Componența confesională a orașului Pag
     Catolici (92,64%)
     Musulmani (2,52%)
     Fără religie și atei (1,92%)
     Necunoscută (1,61%)
     Alte religii (1,3%)
Conform recensământului din 2011, orașul Pag avea 3.846 de locuitori. Din punct de vedere etnic, majoritatea locuitorilor (94,38%) erau croați, existând și minorități de bosniaci (1,56%) și albanezi (1,35%). Apartenența etnică nu este cunoscută în cazul a 0,26% din locuitori. Din punct de vedere confesional, majoritatea locuitorilor (92,64%) erau catolici, existând și minorități de musulmani (2,52%) și persoane fără religie și atei (1,92%). Pentru 1,61% din locuitori nu este cunoscută apartenența confesională.